# Mannschaftskader der División de Honor (Schach) 2020
Die Liste der Mannschaftskader der División de Honor (Schach) 2020 enthält alle Spieler, die für die spanischen División de Honor im Schach 2020 gemeldet wurden, mit ihren Einzelergebnissen. 

## Allgemeines
Die teilnehmenden Vereine durften maximal zwölf Spieler (darunter mindestens eine Frau) melden, allerdings schöpfte kein Verein das Kontingent komplett aus. Nicht alle gemeldeten Spieler kamen auch zum Einsatz. Während drei Mannschaften in allen Wettkämpfen die gleichen sechs Spieler einsetzten, spielten bei C. A. Collado Villalba acht Spieler mindestens eine Partie. Insgesamt kamen 54 Spieler zum Einsatz, von denen 36 keinen Wettkampf versäumten.
Punktbeste Spieler waren Alexei Schirow, Nicat Abasov (beide C. A. Silla-Bosch Serinsys), Manuel Pérez Candelario (Magic Extremadura), Nils Grandelius (C. A. C. Beniajan Duochess), Jurij Kryworutschko (Jaime Casas) und Bartosz Soćko (Club Ajedrez Solvay) mit je 5 Punkten aus 7 Partien.
Kein Spieler erreichte 100 %, das prozentual beste Ergebnis gelang Julen Luís Arizmendi Martínez (C. A. Andreu Paterna) mit 4,5 Punkten aus 6 Partien.

## Legende
Die nachstehenden Tabellen enthalten folgende Informationen:
- Nr.: Ranglistennummer
- Titel: FIDE-Titel; GM = Großmeister, IM = Internationaler Meister, FM = FIDE-Meister, WIM = Internationale Meisterin der Frauen, WFM = FIDE-Meisterin der Frauen
- Land: Verbandszugehörigkeit gemäß Elo-Liste von September 2020; AZE = Aserbaidschan, BUL = Bulgarien, CZE = Tschechische Republik, ENG = England, ESP = Spanien, FRA = Frankreich, GEO = Georgien, GER = Deutschland, HUN = Ungarn, LAT = Lettland, NED = Niederlande, POL = Polen, ROU = Rumänien, RUS = Russland, SWE = Schweden, UKR = Ukraine
- Elo: Elo-Zahl in der Elo-Liste von September 2020
- G: Anzahl Gewinnpartien
- R: Anzahl Remispartien
- V: Anzahl Verlustpartien
- Pkt.: Anzahl der erreichten Punkte
- Partien: Anzahl der gespielten Partien

## C. A. Silla-Bosch Serinsys
| Nr. | Titel | Name                         | Land | Elo  | G | R | V | Pkt. | Partien |
| --- | ----- | ---------------------------- | ---- | ---- | - | - | - | ---- | ------- |
| 1   | GM    | Anton Korobow                | UKR  | 2688 | 2 | 3 | 2 | 3,5  | 7       |
| 2   | GM    | Alexei Schirow               | ESP  | 2647 | 3 | 4 | 0 | 5    | 7       |
| 3   | GM    | Nicat Abasov                 | AZE  | 2664 | 3 | 4 | 0 | 5    | 7       |
| 4   | GM    | Alvar Alonso Rosell          | ESP  | 2554 | 2 | 4 | 1 | 4    | 7       |
| 5   | GM    | José Fernando Cuenca Jiménez | ESP  | 2535 | 2 | 4 | 1 | 4    | 7       |
| 6   | GM    | Pia Cramling                 | SWE  | 2464 | 2 | 5 | 0 | 4,5  | 7       |
| 7   | IM    | Antonio Granero Roca         | ESP  | 2374 | 0 | 0 | 0 | 0    | 0       |

## C. A. Andreu Paterna
| Nr. | Titel | Name                          | Land | Elo  | G | R | V | Pkt. | Partien |
| --- | ----- | ----------------------------- | ---- | ---- | - | - | - | ---- | ------- |
| 1   | GM    | Jorden van Foreest            | NED  | 2682 | 1 | 5 | 1 | 3,5  | 7       |
| 2   | GM    | Francisco Vallejo Pons        | ESP  | 2710 | 0 | 5 | 1 | 2,5  | 6       |
| 3   | GM    | David Howell                  | ENG  | 2663 | 1 | 6 | 0 | 4    | 7       |
| 4   | GM    | Daniil Juffa                  | RUS  | 2583 | 3 | 2 | 2 | 4    | 7       |
| 5   | GM    | Ernesto Fernández Romero      | ESP  | 2508 | 1 | 1 | 0 | 1,5  | 2       |
| 6   | GM    | Julen Luís Arizmendi Martínez | ESP  | 2491 | 4 | 1 | 1 | 4,5  | 6       |
| 7   | IM    | Enrique Llobel Cortell        | ESP  | 2404 | 0 | 0 | 0 | 0    | 0       |
| 8   | IM    | Marta García Martín           | ESP  | 2328 | 3 | 3 | 1 | 4,5  | 7       |

## Magic Extremadura
| Nr. | Titel | Name                    | Land | Elo  | G | R | V | Pkt. | Partien |
| --- | ----- | ----------------------- | ---- | ---- | - | - | - | ---- | ------- |
| 1   | GM    | Iwan Tscheparinow       | GEO  | 2686 | 2 | 4 | 1 | 4    | 7       |
| 2   | GM    | Ihor Kowalenko          | LAT  | 2645 | 1 | 3 | 3 | 2,5  | 7       |
| 3   | GM    | Jaime Santos Latasa     | ESP  | 2588 | 1 | 5 | 1 | 3,5  | 7       |
| 4   | GM    | Manuel Pérez Candelario | ESP  | 2604 | 3 | 4 | 0 | 5    | 7       |
| 5   | GM    | Antoaneta Stefanowa     | BUL  | 2462 | 2 | 4 | 1 | 4    | 7       |
| 6   | IM    | Emilio Moreno Tejera    | ESP  | 2446 | 3 | 3 | 1 | 4,5  | 7       |

## C. A. C. Beniajan Duochess
| Nr. | Titel | Name                     | Land | Elo  | G | R | V | Pkt. | Partien |
| --- | ----- | ------------------------ | ---- | ---- | - | - | - | ---- | ------- |
| 1   | GM    | David Navara             | CZE  | 2707 | 1 | 4 | 2 | 3    | 7       |
| 2   | GM    | David Antón Guijarro     | ESP  | 2688 | 1 | 5 | 1 | 3,5  | 7       |
| 3   | GM    | Ferenc Berkes            | HUN  | 2661 | 3 | 3 | 0 | 4,5  | 6       |
| 4   | GM    | Nils Grandelius          | SWE  | 2662 | 3 | 4 | 0 | 5    | 7       |
| 5   | GM    | José Carlos Ibarra Jérez | ESP  | 2561 | 0 | 5 | 0 | 2,5  | 5       |
| 6   | GM    | Hipólito Asís Gargatagli | ESP  | 2479 | 1 | 0 | 2 | 1    | 3       |
| 7   | IM    | Sabrina Vega Gutiérrez   | ESP  | 2380 | 2 | 1 | 4 | 2,5  | 7       |
| 8   | WFM   | Sonia Gil Quilez         | ESP  | 2151 | 0 | 0 | 0 | 0    | 0       |

## Gros Xake Taldea
| Nr. | Titel | Name                          | Land | Elo  | G | R | V | Pkt. | Partien |
| --- | ----- | ----------------------------- | ---- | ---- | - | - | - | ---- | ------- |
| 1   | GM    | Étienne Bacrot                | FRA  | 2673 | 3 | 2 | 2 | 4    | 7       |
| 2   | GM    | Arkadij Naiditsch             | AZE  | 2624 | 4 | 1 | 2 | 4,5  | 7       |
| 3   | IM    | Elisabeth Pähtz               | GER  | 2472 | 0 | 4 | 3 | 2    | 7       |
| 4   | IM    | Alejandro Franco Alonso       | ESP  | 2409 | 0 | 4 | 3 | 2    | 7       |
| 5   | IM    | Santiago González de la Torre | ESP  | 2421 | 2 | 3 | 2 | 3,5  | 7       |
| 6   | IM    | Íñigo Argandoña Riveiro       | ESP  | 2424 | 2 | 4 | 1 | 4    | 7       |

## Jaime Casas Monzon
| Nr. | Titel | Name                       | Land | Elo  | G | R | V | Pkt. | Partien |
| --- | ----- | -------------------------- | ---- | ---- | - | - | - | ---- | ------- |
| 1   | GM    | Jurij Kryworutschko        | UKR  | 2682 | 3 | 4 | 0 | 5    | 7       |
| 2   | GM    | Jurij Kusubow              | UKR  | 2643 | 2 | 3 | 2 | 3,5  | 7       |
| 3   | GM    | Daniel Forcén Esteban      | ESP  | 2556 | 1 | 5 | 1 | 3,5  | 7       |
| 4   | IM    | Pedro Antonio Ginés Esteo  | ESP  | 2446 | 2 | 1 | 3 | 2,5  | 6       |
| 5   | IM    | Irina Bulmaga              | ROU  | 2434 | 3 | 1 | 3 | 3,5  | 7       |
| 6   | IM    | Joaquín Miguel Antolí Royo | ESP  | 2429 | 3 | 0 | 3 | 3    | 6       |
| 7   | IM    | Diego Del Rey              | ESP  | 2381 | 1 | 1 | 0 | 1,5  | 2       |
| 8   |       | Pablo Maza Broto           | ESP  | 2026 | 0 | 0 | 0 | 0    | 0       |
| 9   |       | José Antonio Buil Rello    | ESP  | 1726 | 0 | 0 | 0 | 0    | 0       |

## Club Ajedrez Solvay
| Nr. | Titel | Name                   | Land | Elo  | G | R | V | Pkt. | Partien |
| --- | ----- | ---------------------- | ---- | ---- | - | - | - | ---- | ------- |
| 1   | GM    | Niclas Huschenbeth     | GER  | 2612 | 1 | 3 | 3 | 2,5  | 7       |
| 2   | GM    | Bartosz Soćko          | POL  | 2601 | 4 | 2 | 1 | 5    | 7       |
| 3   | GM    | Oleg Korneev           | ESP  | 2517 | 1 | 6 | 0 | 4    | 7       |
| 4   | GM    | Elizbar Ubilava        | ESP  | 2461 | 0 | 3 | 4 | 1,5  | 7       |
| 5   | GM    | Monika Soćko           | POL  | 2404 | 2 | 4 | 1 | 4    | 7       |
| 6   | FM    | Alberto Martín Fuentes | ESP  | 2397 | 3 | 0 | 2 | 3    | 5       |
| 7   | FM    | David Martínez López   | ESP  | 2376 | 0 | 2 | 0 | 1    | 2       |

## C. A. Collado Villalba
| Nr. | Titel | Name                         | Land | Elo  | G | R | V | Pkt. | Partien |
| --- | ----- | ---------------------------- | ---- | ---- | - | - | - | ---- | ------- |
| 1   | GM    | Renier Vázquez Igarza        | ESP  | 2551 | 2 | 1 | 4 | 2,5  | 7       |
| 2   | IM    | Daniel Eduardo Pulvett Marín | ESP  | 2502 | 0 | 0 | 5 | 0    | 5       |
| 3   | IM    | Jesús Martín Duque           | ESP  | 2402 | 1 | 1 | 4 | 1,5  | 6       |
| 4   | FM    | Gabriel Quispe Arteaga       | ESP  | 2402 | 1 | 2 | 2 | 2    | 5       |
| 5   | IM    | Adrián Suárez Uriel          | ESP  | 2341 | 1 | 2 | 3 | 2    | 6       |
| 6   | WFM   | Liudmila Kolotilina          | ESP  | 2226 | 0 | 0 | 5 | 0    | 5       |
| 7   |       | Jesús Cao Armillas           | ESP  | 2060 | 0 | 0 | 4 | 0    | 4       |
| 8   |       | Raquel Pablos Tenrero        | ESP  | 2043 | 0 | 1 | 4 | 0,5  | 5       |